# Cheșnoiu, Prahova
Cheșnoiu este un sat în comuna Cocorăștii Colț din județul Prahova, Muntenia, România.